# Bahnhof Gartenfeld (Mainz)
Der Bahnhof Gartenfeld wurde 1859 im Zuge der Rheinbahn vor der Stadt Mainz errichtet. Er bestand bis zur Eröffnung des heutigen Hauptbahnhofs 1884.

## Geografische Lage
Der Bahnhof lag etwa im Bereich der Kreuzung von Rheinallee und Frauenlobstraße. Baulich ist von der Anlage nichts erhalten.

## Geschichte
1853 nahm die Hessische Ludwigsbahn den Betrieb der ersten linksrheinischen Strecke in Mainz auf, die flussaufwärts nach Worms und Ludwigshafen führte. 1859 kam die stromabwärts führende Rheinbahn von Mainz nach Bingen hinzu, heute Teil der Linken Rheinstrecke. Der erste Bahnhof der Hessischen Ludwigsbahn in Mainz, für die Züge aus Worms, war ein Kopfbahnhof und lag im Bereich der heutigen Lauterenstraße am Rheinufer, am südöstlichen Stadtrand. Die neue Strecke von Bingen erreichte die Stadt ebenfalls in der Nähe des Rheinufers, aber am nordöstlichen Stadtrand. Für die Verbindung zwischen den beiden Strecken wurde mehr Zeit benötigt, als für den Bau der Strecke bis Bingen erforderlich war, da zwischen der historischen Stadtbefestigung und dem Rheinufer nicht viel Platz war, der erste Bahnhof der Hessischen Ludwigsbahn in Mainz dafür grundlegend umgebaut werden musste (alle Kopfbauten der Anlage standen einer Einführung der Binger Strecke im Weg) und die Rheinbahn benötigte eine weitere Einführung in die Anlagen der Bundesfestung Mainz, was aufwändige Verhandlungen mit dem Militär und zusätzlichen baulichen Aufwand bedeutete. Deshalb erhielt die Rheinbahn zunächst einen eigenen Bahnhof, den Bahnhof Gartenfeld, der betrieblich zunächst ebenfalls für kurze Zeit ein Kopfbahnhof war.
Die Probleme wurden aber zügig gelöst: Die Strecke wurde zwischen Stadtbefestigung und Rheinufer verlegt, die zum Hafen führenden Straßen wurden alle mit niveaugleichen Bahnübergängen versehen. Der erste Bahnhof der Hessischen Ludwigsbahn in Mainz wurde entsprechend umgebaut, die erst sechs Jahre alten Kopfbauten abgerissen, der Bahnhof zum Durchgangsbahnhof. Er erhielt nun die Bezeichnung Centralbahnhof (vgl. hier). Das Raimunditor der Festung Mainz wurde umgebaut und die Eisenbahn erhielt eine Durchfahrt.
Der Bahnhof Gartenfeld wurde im Personenverkehr in der Folgezeit nicht mehr bedient, aber weiter als Güterbahnhof verwendet. 1871 wurde die Bahnstrecke Alzey–Mainz eröffnet und der Bahnhof Gartenfeld erneut auch im Personenverkehr bedient. Während der Bauzeit des neuen Centralbahnhofs diente der Bahnhof Gartenfeld zum Umschlag für angeliefertes Baumaterial, das von hier mit einer Schmalspurbahn zur Baustelle gefahren wurde. Als 1884 der neue Centralbahnhof (heute: Mainz Hauptbahnhof) eröffnete, wurde der Gleisanschluss zum Bahnhof Gartenfeld stillgelegt und der Bahnhof aufgegeben.